# María Peláez
María Peláez Navarrete (Malaga, 13 novembre 1977) è un'ex nuotatrice spagnola.

## Carriera
Ha rappresentato la nazionale spagnola in cinque edizioni consecutive delle Olimpiadi (1992, 1996, 2000, 2004 e 2008).

## Palmarès
- Europei

Vienna 1995: bronzo nella 4x100m misti.
Siviglia 1997: oro nei 200m farfalla.
Istanbul 1999: argento nei 200m farfalla.
- Europei in vasca corta

Rostock 1996: bronzo nei 200m farfalla.
- Universiadi

Palma di Maiorca 1999: oro nei 200m farfalla.